# ZERO (やまざき貴子の漫画)の登場人物
ZEROの登場人物は、やまざき貴子の漫画『ZERO』の登場人物について解説する。

## ZOO-Z
影尾 暁（かげお あかつき） 前世：遠藤 友也 役名：毘紐天（ヴィシュヌ）
本作の主人公。ゲオと呼ばれている。
2001年2月11日生まれ。ZOO登録番号N-101。身長約5-9（175cm）。ZOOでの居住区はE棟の内周ネイキッド19-37。
父親は明。母親は華月。両親の名前からとって名付けられた。人工授精の試験管ベビー。授精から6か月で中性体のままカプセルを出、5歳の時、男性体に分化。出生時ZOOへ登録されたが、すぐに父親に連れられZOOを出、砂漠で暮らす。分化後、父親と死別してZOOに戻る。
中性体だったせいか「肌が綺麗」「傷の治りが早い」といった身体的特徴がある。ZOOに戻った頃は髪が長かったこともあり、アギやザットに「絶世の美女」と思われた。本人にとって中性体だったことはトラウマであり、バツと小川さん以外には秘密でもあるため、その手の話をされると不機嫌になる。そして人前で脱ぐことを極端に嫌い、ZOO生活の頃は仲間にも風呂に入っているところを見せたことが無いほどだったが、バツとの逃亡生活の中で多少慣らされた。髪はもともと黒色だが、紫外線焼けで赤くパサパサになっている。腰骨のところにホクロがある。猫舌。酒には酔わない方だが、酔うと理屈っぽくなる。
学校をサボる、授業中に居眠りをするなど、義務的なことに対しては不真面目で口も悪いが、仲間思いな性格。下劣・下品なことが大嫌い。繊細で神経質な面とワイルドでタフな面を合わせ持つ。仲間の中のリーダー的存在。バツに対してのみ、弱い面を見せる。
趣味は電気いじり。トランシーバーやスタンガン、遠隔操作の爆弾、果てはミサイルの誘導装置に至るまで様々な機器を造る才能をもち、バツからは「電気屋さん」と呼ばれる。しかし銃撃は苦手。アギとはしばしば無線で連絡を取る。アヘン窟の殺人鬼に襲われた際、ナイフで殺してしまったことがトラウマとなり、一時期ナイフ恐怖症に陥っていた。しかし廃都で殺人鬼に襲われたタツローを守るため咄嗟にナイフを使用し、トラウマを克服する。
リカコの現世を想い人とし、リカコの片鱗を見せるジュリアに惹かれていく。カイエとは1度関係を持ったが、どちらかというと仲間意識の方が強かったようである。性指向はノーマルだが、ジュリアなら男でも良いらしい。また、万屋のばーちゃんに「ババアに手ぇ出すくらいなら男に走る」と言ったことがある。
ZEROでは通常「友也」の斜め後ろからの構図で見ているが、時折「友也」と同位置になり「友也」の心情が分かったり、多少身体の動きを操作できたりする。薬が強く作用すると、他の生物や物体にもなることがある。
伐･Francoise･永史（バツ フランソワーズ えいし） 前世：千堂 知哉→あきら 役名：弥勒菩薩（ミロク）
バツと呼ばれている。
2001年6月6日生まれ。ZOO登録番号Z-606。身長約5-8（172cm）。ZOOでの居住区はA棟。
父親は明史。母親はユヴェール。父方の祖父は元明。母方の祖父はドイツの将校。フレッドは叔父にあたる。ドイツで生まれ、母親に「フランソワーズ」と名付けられて幼少時は女の子のように育てられる。1歳の時、元明の手によって大金と引き換えにさらわれる形でZOOへ引き取られ、登録されるが、間もなく明史が取り返しユヴェールの元に戻される。それから母親と共に、アウクスブルク、ヒンデスハイム、シュトゥットガルト、ケンプテン、とドイツ中を旅する。5歳の時、元明の手の者によって母親を惨殺され、再びZOOへ引き取られる。この時、母親を殺されたショックにより自我を失ったことで、もう一つの人格である「王龍」の覚醒に至る。その後、母親について思い出そうとすると発作を起こすようになる。
金髪のコーカソイドだが、父親そっくりの日本人顔。左利き。本人曰く、薬アレルギー。そのためZeroも飲まず、長い間前世が明らかにならなかった。しかし薬物を口にした際に王龍の人格や記憶が現れていることから、これらの症状を抑えるために薬アレルギーと称して本能的に避けていた可能性がある。酒には酔わない方だが、からみ酒の傾向がある。
なぜか女性にモテ、また本人も老若問わぬ女好きである。A棟に住み、母親が裕福な外国人であるということが有名だったため、当初は「おタカイ」イメージがありアギにはクールビューティーと称されたが、次第にズボラでずうずうしくざっくばらん、人を怒らせるのが得意な単純バカ、といった性格が定着していった。
柄物の趣味が悪く、絵もかなり下手であるため、芸術的なセンスは無いと思われる。名前にちなんでバツ印をトレードマーク（？）にしており、何度か旗を立ててゲオに怒られている。サインとして用いることもあり、王龍では殺した者の体にナイフでバツ印を刻み付けるといった行動も見られる。幼い頃をドイツで過ごしたためか、英語を書くことはあっても日本語を書く場面は見られない。
ゲオとは前世からの縁があり、ZOO脱走後は最も親しい仲間となる。「ゲオ」ではなく「カゲオ」と呼ぶことが多い。父親の形見としてクリスタル･チップを所持していたが、身の危険を感じ、ゲオに託す。
伐 王龍（バツ ワンロン） 役名：大自在天（シヴァ）
明王朝の時代から伐家に言い伝えられている、伐家の血筋にのみ現れる人格。類まれなる才能を持ち圧倒的な支配力を有する。元明の父親、つまりバツの曾祖父にあたる者にも現れていた。
本来ならば王龍の人格の方が優勢であるが、バツがアキラの生まれ変わりとしてシヴァの身体に入って来た時、バツの人格に弾き飛ばされてしまう。以来、鏡の世界に居ながらその身体の所有権をずっと狙い続けていた。母親を殺されたバツがショックで自我を放棄した時、その自我をもらい受け覚醒する。
「静寂」を美とし、熱を持たない世界＝死を欲する。そのため殺人を好む上、その能力に長けており、元明からの依頼により12天を次々に殺していく。右利きであり、左利きのバツが読み書きするのを鏡越しに真似たため、鏡文字のアルファベットを使う。イザヤの遺筆を気に入り、その後から人を殺す際に血文字を残すようになる。血文字では主に狙う相手の名前を書き、その相手を殺した場合は「消化したため次のターゲットを狙う」という意味合いで「NEXT」と書く。
12天のキーワードは「Z」
沙羅 灰依（さら かいえ） 前世：阪内 政司 役名：帝釈天
カイエと呼ばれている。
2001年7月25日生まれ。ZOO登録番号S-525。身長約5-7（170cm）。ZOOでの居住区はA棟。
イザヤの姉。母親はマリア。父親はエディだとマリアから教わっていたが、誕生日から逆算すると父親は別の男性だと思われる。マリアの死から7年後、エディの養女となる。母親と同じ金髪。
仲間の中のマドンナ的存在。ずっとゲオに想いを寄せていたようだが、ZOO内の男の部屋を泊まり歩き、結果的にバツの（と思われる）子どもを身ごもる。仲間の中で一番早く12天の存在を知ったが、それがゲオ達に伝わることはなかった。
ZOOを出て新都市へ行くのが夢であり、その資金繰りのためにZeroを派手に売り捌いていた。
12天のキーワードは「E.O.T.I.M.O.S」
阿義 芳亜（あぎ よしあ） 前世：横田 元樹 役名：梵天
アギと呼ばれている。
2001年12月1日生まれ。ZOO登録番号X-801。身長約5-8（172cm）。ZOOでの居住区はE棟の内周ネイキッド20-1。
末期ガンによって死んだ祖父の痛み止め（アヘン）の余りからZeroを開発する。
そばかす顔に小さめの丸眼鏡をかけている。ZOO生活の頃は運動をしないモヤシっ子で、仲間の中で一番弱そうだった（コカ談）。
自分の造った薬で眠ってしまったコカを起こそうとノイローゼ気味になったり、廃都ではシャオの譴責にヨコタと自分を重ねすぎてゲームを進めてしまった責任を感じたり、と前世に同じく思いつめやすい性格。また現実的な考え方で、少々冷めた面もある。
12天のキーワードは「―（空）」（「火天」の榎本春香が「Z」として使用されるときのみ対として使われる「空間」）
雑斗田 孝（ざっとだ こう） 前世：川松 涼太 役名：焔魔天
ザットと呼ばれている。
2001年1月20日生まれ。ZOO登録番号I-025。
両親とも放射線の影響で早くに亡くなる。
ZOOを出てからは仲間内で一番甲斐甲斐しく働き、炊事・洗濯等なんでもこなす家事係。家庭的な言動から「いい嫁になる」や「お母さん」などと言われることがある。細かいところによく気づき、気配りのできる優しい性格だが、怒らせると怖い。酒に酔うと、笑い上戸になったり泣き上戸になったりする。
12天のキーワードは「E.R.O.O.T.O.R.I.M.O.D.O.E」
固加 不二人（こか ふひと） 前世：村山 光 役名：羅刹天
コカと呼ばれている。
2001年5月10日生まれ。ZOO登録番号N-200。
両親とも放射線の影響で早くに亡くなる。
仲間から「簡単なやつ」と言われる単純で明るい性格。ゲオは海パンをはいて集団風呂に入ると信じている。
Zero症候群で眠ったままとなり、一時はケロイドまで現れる危篤に陥ったが、ジュリアによって村山の体から引き剥がされ、一命を取り留める。昏睡から目覚めた直後にザットの爆死体を目にし、そのショックによりザットの記憶を失う。ザットに面影が似たケイトを気に掛けていたが、皮肉にも彼女の死体を目にした際に、その姿がザットと重なり、失っていた記憶を取り戻す。
12天のキーワードは「S」
沙羅 依挫矢（さら いざや） 前世：阪内 美代子 役名：毘沙門天
イザヤと呼ばれている。
2002年9月17日生まれ。ZOO登録番号S=725。
カイエの弟。母親はマリア。父親は不明。母親・姉と同じ金髪である。
ゲオを慕い、憧れていたが、カイエを殺した犯人と思い込み命を狙うようになる。Zero服用の容疑で逃亡中、スラムでフレッドに拾われ、殺人術を習う。
12天のキーワードは「R.O.O.R.O.D.E」
小川･Boudoir･ジュリア（おがわ ブドワール ジュリア） 前世：相川 梨香子 役名：毘紐天（ヴィシュヌ）
2000年生まれ。生月日は不明。ZOO登録番号無し。
両親はインド人であり、「ブドワール」はインド名と思われる。小川さんは義父。
中性体。腰下まである長いウェーブのかかった髪だが、逃亡中に女の容姿が原因で襲われたことから一度短く切り落とす。ゲオたちに出会った際は、素性を隠すため、元明のもとで飼っていたカラスにちなんで「からす」と名乗った。
クローン・アキラへの細胞提供者であったため、米軍にさらわれる。その美しさと検体としての生体能力の高さから元明に気に入られ、首輪をつけられながら籠の鳥のように扱われる。リニアで移動中に隙を見て元明のもとから逃げ出し、砂漠で倒れていたところを、偶然にも自宅へ向かっていたゲオたちに助けられ、行動を共にする。しかし不在だった小川一家を探して廃都に向かう途中、米軍に捕まり、元明のもとへ引き戻される。それ以前は元明に連れられZOO内外を出歩いていたが、以降、鎖に繋がれ檻に幽閉されるようになる。
女のようなそぶりをする時もあるが、ゲオの前では常に男口調。アンジェリカに「兄ちゃんになってやる」と約束し、男になろうとしていたが、ゲオと惹かれ合い、性ホルモン剤を使って女に分化することを決める。
榎本 春香（えのもと はるか） 役名：火天
1991年11月29日生まれ。両親は核爆発により死亡したと思われる。被爆の影響で目が不自由になり、物の輪郭が分かる程度にしか視力が無い。左利き。爆発後は12天であることを隠し、「遙」（はるか）という偽名を使う。
12天の情報を提供し側室となることと引き換えに、12天を抹殺しようとする元明から手を下されることを免れていた。しかしアギと惹かれ合い、元明を裏切る。
常にくまのぬいぐるみを抱いている。
12天のキーワードは「―Z」（「梵天」の横田元樹と対となって機能する）
万屋 乙女（よろずや おとめ）
自販街外周の北東端にて、ゼロ時代の面影を漂わす万屋を経営。
関西弁で、気は荒いが優しく、名前の通り乙女な性格の年配女性。ゲオたちと親しく、店でZeroを売ったり、お酒を差し入れしたり、何かあったときは店内の床下にある隠し部屋（？）にかくまったりする。
沙羅 マリア（さら マリア）
1978年生まれ。エディの恋人。カイエ・イザヤの母親。
ZERO時代は「魔吏亜」という名でコンパニオンとして働く。偶然エディの父親と知り合い、1日だけエディの面倒役を引き受ける。一度はエディの想いを断るが、居場所を探し当てて店まで会いに来たエディに心を動かされ、恋人となる。しかし爆発によって引き離され、その後再会することの無いまま、24歳の時、被爆のための白血病で死亡。
カイエには、父親はZOOに入る前の2000年に知り合った、つまりエディであると聞かせていたが、カイエの誕生日から逆算すると、実際にカイエを身ごもったのはエディと引き離された爆発後である。しかし、被爆前に懐妊の兆候があったようである。

## 廃都
雅羅沙（ガラシャ） 前世：葉月 洋 役名：風天
ガラシャ、またはガラと呼ばれている。
2000年6月23日生まれ。シャグナとは一卵性の双子で兄、また前世からの恋人でもある。
浅緋色で胸の辺りまである長い髪に、シャグナと瓜二つの容姿をしているため、女性に間違えられることがある。酒に酔うと、笑い上戸になったり泣き上戸になったりする。
シャグナと同じ夢を見たいとの理由からZeroの虜になり、廃都ではZOOから出て来た人間を見つけてはZeroを巻き上げていた。
廃都で伝説の救世主として崇められ、同年代の子どもがいなかったこともあり、大人たちにもてはやされながら威勢よく振舞っていたが、廃都を出てゲオたちと同等の立場で付き合っていくうちに、泣き虫で騒がしい妹分のような性格に変わっていく。世間知らずで人を疑うことを知らないお人好しであるため、騙されることも多い。しかしZIPを止めるために一人ZOOへ向かう中で、身ぐるみを剥がされるなどの厳しい環境に晒され、生き抜くために手段を選ばず、人と馴れ合わない好戦的な性格へと変わる。
12天のキーワードは「R.T.I.D.E」
紗球那耶（シャグナーヤ） 前世：那々見 小都 役名：水天
シャグナ、またはシャグと呼ばれている。
2000年6月23日生まれ。ガラシャとは一卵性の双子で妹、また前世からの恋人でもある。
浅緋色の長い髪でガラシャと瓜二つの容姿をしている。生殖能力が無く、子どもを産むことができない。
物腰穏やかで落ち着いた雰囲気の持ち主。責任感が強くガラシャと対称的にしっかりとした性格である。
廃都でガラシャと共に伝説の救世主として崇められている。予知能力があり、また、Zeroが普及する前の子どもの頃からゼロ時代の前世の夢を見ていた。ガラシャがゲオたちと旅立った後も廃都を守り続け、後にZIPを止めるためタテシタ・廃都の兵隊と共にZOOへ赴き、ガラシャと再会する。
12天のキーワードは「E.O.O.O.R.M.O.O」
遠藤 達郎（えんどう たつろう）
1998年2月7日生まれ。友也のいとこ。父親の名は達也。両親とも2歳の時に爆発で亡くなる。その後、焼に出会い、友也のいとこだったことから目を掛けられ、息子として引き取られる。
背中、二の腕・左太ももの後ろ、右ふくらはぎ、尻に爆発による火傷の痕がある。紫外線の影響で目も弱く、野外ではサングラスをかけている。時折放射線障害のために、顔が青ざめる、咳き込む、吐血するなどの症状を来たし、ゲオと出会った頃は既に末期状態に陥っていた。
生きることに旺盛な器量良し。焼からなるべく人を寄せ付けないように、と言われてきたため友人はほとんどいないが、ゲオに対しては愛情からか、いたずらをして楽しむなどの茶目っ気を見せる。また困ると視線が泳ぐ癖がある。明がゲオに歌っていたものと同じ子守唄を知っているが、聴いていたのが2歳時のため鼻歌しか分からない。
ゲオが12天であるかどうか突き止めようとする焼に強要され、強い作用のあるZeroをゲオに飲ませる。しかし2歳以前に友也と遊んだことを覚えており、ゲオが寝ぼけて遠藤友也だと名乗ったことから、「友也にいちゃん」の生まれ変わりであるゲオを焼の手から守ろうとする。
隊長（たいちょう）
本名は不明。傭兵の訓練やシャグナの護衛など、隊務全般を取りまとめる筋肉質の30代（？）男性。
女性が描かれたバズーカをジェニファーと呼び愛用している。
焼 老人（シャオ ラオレン）
廃都における明史の仮の姿。
ドイツから日本に逃げ帰った後、廃都で影の指導者となり、父・元明への対抗姿勢をとる。ZOOから運び込ませた資源によって不良LSIを作り、それをZIPに組み込ませることで誤作動が起こるよう仕組む。また、PROJECT ZIPANGUの黙示録になぞらえた伝説を「黙示録ジパング」の名で廃都に広める。
元明の追手から逃れるために人相を変えようと、自ら全身火傷を負う。そのため全身包帯を巻いており、さらに合成音声を使って話すことで正体を隠す。
生き残るために何人もの人間を犠牲にしてきたため、ゼロ時代とは似つかぬ歪んだ性格となる。爆発で孤児となったタツローを、ゼロ時代に仲の良かった友也の代わりとして引き取るが、他人との交流を遮り自らの思うままに利用する。友也の生まれ変わりであるゲオにも異常な執着を示し、無理やりにでも自分の側に置こうとする。
爆発前に仲間を救えなかったことで罪の意識に囚われていたが、ZOOで元明と対峙した際、当時教えられた「沈む太陽」は解除キーワードではなく、始動スイッチであったことを知る。
倉科 千尋（くらしな ちひろ）
元明に忠誠を誓い、廃都へ遣わされたスパイ。シャオの側近となり、シャグナの見張りを勤める。
元は小川さんの部下（？）で少尉だった。
小川 勝利（おがわ かつとし）
1974年3月26日生まれ。明の友人。アンジェリカ・カザリンの父親。ジュリアの義父。クラシナは元部下（？）。ゲオの生い立ちを知る唯一の人物。
ゼロ時代は金融関係の仕事に就く。ZOOでの階級は中佐だったが、ZOOに嫌悪感をもち砂漠へ飛び出す。砂漠に住み着いていた現在の奥さん一家に拾われ、奥さんの父母が亡くなった後、家主となる。東京ビッグサイトの跡地を住まいとして利用し、廃都からつながる水道水で野菜の水栽培もしている。
おおらかな性格で、緊張感が無いとも言われるが、的確なアドバイスでゲオたちを心身ともにサポートする。組織的な場所が苦手なため、廃都で暮らすことは無いが、ZOOを監視する連絡員としての役割を担う。
小川婦人（おがわふじん）
本名は不明。インド人。ジュリア・アンジェリカ・カザリンの母親。小川さんの妻であるが、ジュリアは小川さんとの子どもではない。
小川さんに負けず劣らずといった性格。爆発時、自国に逃げ遅れ、両親とともに砂漠で暮らしていたところで小川さんと出会う。娘たちとともに民族衣装を身にまとい、砂漠からの来訪者には家に入れる前に必ず風呂に入らせる。
アンジェリカ
2004-5年生まれ。小川さんの子ども。両性具有。
カザリン
2007-8年生まれ。小川さんの子ども。
木場（きば）
1996-7年生まれ。爆発前の記憶が無く、4歳の時に拾われて、その場所の名前をつけられた。
18歳の時に兵役が苦手という理由で廃都を出たと言いながらも、盗賊を生業とし、武術もかなり強い。
廃都からもらった土で自給自足生活をし、ムクイを妹のように大切に育てる。盗みで襲ったフレッドに返り討ちにされ、ゲオの動向を探るようムクイを盾に脅迫される。自分の身に何かあったときにムクイを託すため、ゲオたちと行動を共にするようになる。当初はムクイとの関係を聞かれても「友達」と答え、恋愛感情は持っていなかったが、一度離れ離れになった後に、女性らしく成長したムクイと再会し、ついに結ばれる。
報（むくい）
2004-5年生まれ。産まれた時母親が死んだため、その原因とされ「罰が当たる」という意味で父親に名付けられた。普段は「椋囲（むくい）」と名乗っている。父親には何かにつけて暴力を振るわれ、4歳の頃からはあまり家へ帰らなくなり、5歳の時、盗みや残り物をあさって生きながらえていたところをキバに救われる。その後キバについて廃都を出、キバに恋心を抱く。
歳の割に身体の発育が遅い。また同姓との付き合いが無く育ったためか一人称が「オレ」であり、男言葉を使うなどで、当初は一見して女性には見えなかった。キバと共に盗賊をしていたことから、銃器や火器の扱いにも慣れている。
ゲオたちと行動を共にする中で、元明の追手により瀕死の重傷を負ったが、フレッドによって助けられ、一命を取り留める。その後はZOOでハルカの元に置かれ、フレッドへの情報の渡し役となる。その間に、それまでと打って変わり、髪が伸びて女性らしく成長する。後にキバとも結ばれ、17歳にして子どもを身ごもる。

## 米軍
伐 元明（バツ ウォンミン）
ZOOの元帥。明史の父親。バツの祖父。
中国とアメリカの二重スパイ。中国マフィア「三合会」の出である。PROJECT ZIPANGUの日本爆撃プロジェクトを実行するまでは、日本家庭で「温厚な性格」「世界を飛び回る企業マン」を演じていたが、実際はどこの企業にも所属経歴が無く、20歳までは戸籍も無い。
世界を支配するためにZIPANGUの起動をもくろみ、王龍を使い、ZIPANGUを破壊できる存在である12天を抹殺していく。また両（中）性体の能力に目をつけ、無条件に両（中）性体で生まれた子どもの細胞を採取しては実験に使用していた。それがエスカレートして子どもを連れ去るようになり、その一環でジュリアを拉致。ZIPとの適合性からヴィシュヌと判断し、PROJECT ZIPANGUの実行への利用を試みる。
Edward Stuart（エドワード･スチュアート）
エディと呼ばれている。
1985年9月2日生まれ。軍認識番号0018-2845。階級は大佐。
カイエの義父。マリアと恋人同士だった。父親はアメリカの軍人・総司令。フレッドとは同期。元明の指示下でZOOの米軍を取り仕切る。
12歳まで日本で育ち、アメリカへ渡る。15歳の2000年7月7日に日本を訪れた際、仕事で忙しい父親の代わりに迎えに来たマリアに恋心を抱き別れ際に告白するが、「また会えたら」と言われあしらわれてしまう。その後一度アメリカに戻るもののマリアを忘れられず、居場所を探し当てて恋人となる。しかし爆発によって再び引き離され、9年かけて軍人となり日本へ入った時には、既にマリアは亡くなっていた。
Minerva Juno（ミネルヴァ･ジュノー）
1986年4月9日生まれ。軍認識番号5832-5006。階級は中尉。
米軍で上位5名に入るほどの優れた身体能力を持ち、プロジェクトチームの一員として度々特別任務の遂行に当たる。頭脳明晰で勘も鋭く、任務遂行のために人質を撃つなど時に冷徹な面を見せながら、バツとクリスタル・チップを奪還するため様々な作戦を仕掛ける。また好奇心旺盛で、独自に12天や明の研究について調査・解明し、報告書を作成する。
エディの婚約者であるが、ほとんど相手にされないことから仕事に熱意を向けるようになる。いつまでも「沙羅」にこだわって本国へ帰ろうとしないエディにやきもきしている。
Frederick Skyhawk（フレデリック･スカイホーク）
フレッドと呼ばれている。
1987年1月23日うまれ。軍認識番号0023-9668。階級は曹長。ドイツ軍諜報部大佐であり、米軍にスパイとして潜入する。本名は Friedrich von Schwarzenberg（フリードリヒ･フォン･シュバルツェンベルク）。
ユヴェールの弟。バツの叔父。父親はドイツの将校。エディとは同期である。
15歳の時、姉の悲惨な死に様を目の当たりにして生活全てに疑問を感じ、学校を辞める。父親のコネで軍に入隊し、アメリカで募っていた「日本支援プロジェクト」に年齢を詐称して潜入した。姉を殺せと命令したであろう元明を追い、ZOOに辿り着く。
一時保護していたイザヤの遺志を継ぎ、ゲオの命を狙いながらも、自分の目的のために利用価値があると判断し、生かしている。

## ZONE
立下 順（たてした じゅん） 役名：地天
1983年12月15日生まれ。軍認識番号8442-0056。階級は大尉。
ヒダ・コウノとはゼロ時代からの友人。
12天を探す元明を警戒し、周囲に12天であること隠す。エアコンのメンテナンスで自室に来ていた背格好の似た男が自分と間違われて殺されたため、身の危険を感じ、事件を利用してZONEから姿をくらます。その足でヒダ・コウノいるAIRへと向かうが王龍の襲撃に一歩間に合わず、かろうじてマモルだけを助け出す。その後廃都へ逃げ込んで兵隊となり、シャグナ・アギと接触する。
12天のキーワードは「R.T.I.D.E」
Caine（ケイン）
タテシタの部下。階級は二等兵。

## AIR
飛田 茂人（ひだ しげと） 役名：月天
1983年10月6日生まれ。軍認識番号0156-7728。
アヤコの夫。マモルの父親。タテシタとはゼロ時代からの友人。
王龍の銃撃を受け死亡するが、その際に「マモルを守らなければ」という思いから精神が離脱し、同じく銃撃を受けて死亡していたマモルの身体に吸い込まれ、生き返る。マモルの身体で一時生死をさまよい、意識を取り戻した後も身体が動かず記憶喪失のような状態になる。しばらくして記憶を取り戻すと、ゲオたちとともにZIPを止めるため奔走する。
12天のキーワードは「S」
飛田 綾子（ひだ あやこ） 役名：日天
1983年4月24日生まれ。軍認識番号0156-7704。
シゲトの妻。マモルの母親。タテシタとはゼロ時代からの友人。旧姓 河野。
王龍の銃撃によって死亡。死に際に、約束によって到着したゲオたちとわずかに会話をする。
12天のキーワードは「Z.E.O.O.O.R.M.O.O」
飛田 守（ひだ まもる）
シゲトとアヤコの息子。
王龍の銃撃を受け一度は死亡したが、シゲトの精神が入ったことで生き返る。瀕死の状態のところをタテシタに助けられ、意識が戻ってしばらくは放心状態が続いた。

## ZOO-X
影尾 明（かげお あきら）
1974年10月20日生まれ。医者。内科・脳外科・外科・眼科・皮膚科の課程修業・免許取得。クローン研究のエキスパート・パイオニアとなる優れた科学者でもあり、「ニュートラルの発生原因について」という研究論文も残しているが、科学者という肩書きは嫌っている。ゼロ時代は医局研究室で勤務し、ZOOでは二等陸尉となる。
ゲオの父親。勝利（小川さん）とは長い付き合いの友人。彼によれば、幼い頃両親と死別し、親戚中をたらい回しにされて早くに独立した生い立ちから、家族を持つことに憧れていたとのこと。華月とは兄妹だが、遠縁の関係と思われていた。10歳近く歳が離れているため、積極的にアプローチをしてくる華月に最初は困惑していたが、2000年の夏に恋人となる。
ゼロ時代、自身の「クローン」であるアキラの代わりに、12天の画面を開き「あきら」の表示を目撃する。爆発時、建物の下敷きとなった華月に生き返ってほしいという思いから蘇生処置を繰り返すが叶わなかった。そして彼女の生きた証を残すため卵子の保存を試みるが、爆発直後で設備が整わず保存状態が思わしくなかったため、すぐに受精卵を作製。しかしその後のDNA鑑定で兄妹だということが判明する。そのため、ゲオには「母親はゲオを産んですぐ死んだ」と教えていた。カプセルの中のゲオを隠すために自らの細胞を使ってクローン研究を始めるが、明が12天の画面を見たとの噂が広がったことで、クローンと並行して両（中）性体の研究をし、PROJECT ZIPANGUのミロクである「アキラ」を造り上げるよう元明から直々の命令を出される。ゲオを守るため、クローンを「生まれながらにして低劣な生命」とし、両（中）性体の優れた部分の組織やDNAの構造を丹念に解き明かして指示通りに「アキラ」を完成させるが、最後にすべての生命維持装置の電源を切り、クローンの尊厳を守ろうとする。その後、元明の両（中）性体コレクションの矛先がゲオに向けられるのを恐れ、カプセルから出たばかりのゲオを連れてZOOを出る。砂漠での生活の間に白血病・白内障を発症し、ゲオが分化するのを見届けた後、海で拾った汚染魚を食べて自殺する。享年32。
華月（かつき）
ゲオの母親。明とは遠縁の関係だと思われていたが、DNA鑑定の結果、兄妹だということが判明する。
明に積極的にアプローチをし、2000年の夏に恋人となる。18歳になったら結婚すると約束していたが、爆発時、建物の下敷きとなり死亡。ZOO-X1の霊安室に安置されていたが、霊安室につながっていた検体保存室の液体窒素パイプが破裂したことで、冷凍保存状態になる。17年後、ZOO-X1を訪れたゲオの「明のもとへ行かせてあげたい」という思いから施設ごと葬られる。
てふてふ
テフと呼ばれている。
2011年生まれ。橋本蝶子のクローン。ゆるいウェーブのかかったロングヘア。名前の由来は「蝶々」であり、ハシモトに名付けられた。
他の二人よりも大人しく人懐っこい性格。バツを命の恩人と勘違いしている。
2歳の時、ハシモトに連れられて橋本蝶子を見に行ったことがある。その美貌から彼女を尊敬していた。ザットを殺して取り乱すバツを追いかけ、砂漠をさまよっているところを米軍に捕まり、ZOOでバツとともに監禁される。王龍としてのバツの姿を目の当たりにしながらも必死にバツを支えようとする。
すずしろ
スズと呼ばれている。
2011年生まれ。橋本蝶子のクローン。外はねでところどころ短いロングヘア（ZOO-Xから出た後一度ショートヘアになる）。名前の由来は「大根」であり、ハシモトに名付けられた。
他の二人よりも好奇心が強く、感情表現がハッキリしている。
ZOO-Xに戻った時、バツによるザットの殺害を目撃し、それをゲオに伝えようとして一人はぐれ米軍に捕らわれる。ZOOでジョーンズ大佐に奴隷として買われ、暴行を繰り返されていたが、部屋の外へと逃げ出し倒れていたところをエディに発見・保護される。その後、勉学に励んでエディと共にアメリカへ渡り、医療関係の研究をする。
かわず
カワズと呼ばれている。
2011年生まれ。橋本蝶子のクローン。スズより短い髪が多く、目が細め。名前の由来は「蛙」であり、ハシモトに名付けられた。
はしもと
1987年生まれ。橋本蝶子のクローン。
13歳の時にカプセルから出てから老化が早まる。テフ･スズ･カワズの名付け親で、3人が生まれてからずっと面倒を見ている。培養液の中に長くいたためか、3人より体が弱いが、カプセル内で教育されていたため、それなりに知識がある。
新科学者棟ができて、ZOO-X1からZOO-X2へ引っ越す時、リニアのカプセル車両でクローン･アキラを目撃する。橋本蝶子を「蝶子さま」と呼び、テフには「何でもできる神さまみたいな人だ」と教えた。
橋本 蝶子（はしもと ちょうこ）
1988年11月1日生まれ。アキラの助手であり、クローン研究のエキスパート。テフ･スズ･カワズ･ハシモトのオリジナル。
プライドが高く、自己中心的な性格。自らの髪の毛の細胞からクローンを造り続け、クローンを人と思わず「肉の傀儡」「物」「器」などと呼び、臓器移植の売り物にする。研究のためのサンプルとして生命維持装置の切れたアキラを液体窒素で冷凍保存し、17年後に解凍・蘇生作業を試みるが失敗する。
あきら 前世：千堂 知哉 役名：弥勒菩薩（ミロク）
明によって造られた明のクローン。ゲオと見分けがつかないほど似通っている。
完成され目を覚ましたが、明が生命維持装置の電源を切ったため、2週間程度しか生きていない。その後、橋本蝶子によって液体窒素で冷凍保存され、17年後に解凍・蘇生を試みられる。一瞬心拍や脳波が回復するも、すぐに細胞が液化し溶けてしまう。

## ZOO-Y
ふじ

千秋（せんしゅう）

つがる

さんさ

陽北（ようほく）

紅玉（こうぎょく）

あかね

北斗（ほくと）

王林（おうりん）

昂林（こうりん）

## 前世
遠藤 友也（えんどう ともや） 現世：ゲオ
ZIPANGU FAIL NO.05624381966
父：健也 母：友子 姉：也子 本籍：神奈川県横浜市南区清水丘
1983年4月15日、千葉県木更津市に生まれる。
1988年4月6日、同市立花の木谷幼稚園入園。:1989年4月7日、同市立富田小学校入学。6年生時児童会会長就任。
1995年4月6日、同市立富来田中学校入学。2･3年時生徒会役員就任。3年時陸上200M走県内新記録。
1998年4月6日、同市立市原南商業高校入学。1年よりサッカー部所属。
サッカー部ではエースとして活躍する。引退後は受験勉強のため学習塾へ入うが、ほとんどサボっている。趣味はアマチュア無線で、コンビニ「Family Mark」でのアルバイト代を川松・村山とともに無線機材につぎ込んでいる。仲間内では明史と特に親しく、梨香子との関係のせいで阪内とは因縁の仲である。
梨香子とは家が近所であり、ずっと想い続けていながらも、何となく幼馴染の関係のまま高校生まで至る。好きな相手に素直になれない性格。梨香子のことを「リカ」「リッカ」「リカブス」などと呼び、口ではバカにしたような態度をとることが多いが、内心はかわいいと思っており、言っていることと考えていることが滅茶苦茶である。また、梨香子に他の男が寄り付かないよう密かに努力していたらしい。電話を先に切られるのが嫌い。
学校のインターネットサイトへメールを送って来た「せんどーともや」に興味を持ち、チャットで話しかける。8月9日午後3時半に学校で会う約束をするが、その直前に爆発に巻き込まれ、出会うことは叶わなかった。
黙示録では阿修羅の問題を答えた。また、横田が開いた12天のキーワードをランダムにかける。
相川 梨香子（あいかわ りかこ） 現世：ジュリア
1983年6月27日生まれ。
幼稚園でのメンコ大会のトップ争いが友也との出会いであり、以来の幼馴染。高校では、友也のクラスメイトでテニス部に所属。ショートボブの黒髪をしている。美代子と並んで、男子に人気がある。
遊園地系のテーマパークに行くのが好きである。
友也と互いに好き合うが、その想いを告白しようとした瞬間、爆発に巻き込まれる。
黙示録では童女身の問題を答えた。
伐 明史（ばつ あきふみ）
1983年11月29日生まれ。バツの父親。父親は元明。
友也のクラスメイトで、図書委員と英文部に所属。優しくおとなしい性格で、特に友也と仲が良い。
家の書斎で拳銃と謎のディスク（クリスタル･チップ）を発見し、なんの仕事をしているか分からない父親に不信感をもつ。そのことを友也に相談、横田にはディスクの解読を依頼する。2000年8月5日、元明からの呼び出しで単身ドイツへ渡る。その際、元明にディスクについて尋ねるつもりが、空港に着くとディスクだけを持っていかれ、3日間ホテルに監禁状態にされる。8月9日、パーティーのため連れてこられた古城でユヴェールと出会い、彼女の協力によって見張りの目を抜ける。城内をさまよっているうちにプロジェクト始動のカウントダウンをするパソコンを発見し、連絡を待っていた横田に危険を知らせる。その電話の途中で元明が現れたため解除のキーワードを訊き出すが、それを使うならば命を奪うと脅され、タイムリミットまで動くことができなかった。爆撃で仲間を失ったことにより激情に駆られ、ユヴェールに暴行を働くが、その後すぐにパソコンからディスクを抜き取り日本へ逃亡する。その後、元明にさらわれたバツを奪い返してユヴェールのもとに戻し、同時にディスクを託す。
黙示録では迷企羅の問題を答えた。
横田 元樹（よこた もとき） 現世：アギ
1984年3月20日生まれ。父：ノブオ 母：サカエ 姉：マキ
友也の高校のクラスメイトで、サッカー部のマネージャーと電算（ソフトウェア）部を掛け持つ。外ハネ気味の黒髪で、そばかす顔に眼鏡をかけている。横田理化学研究所を経営する父親を尊敬し、その影響でコンピュータの知識に長けている。
明史が持って来たディスクを起こし、入っていたゲーム・PROJECT ZIPANGUの結末見たさに「黙示録を0にする前にやめると自爆するか禍をもたらす」と友也に嘘をつき、ゲームを進める。しかし触れると登録されるというその不気味なゲームが、父親の理研所で製作されているコンピュータと関係していることを知り、ハッカー仲間に依頼してコンピュータについての情報を集めさせ、ゲームを完成させることで、ディスクの目的・ZIP製作の是非を探る。日本爆撃が目的であることが分かると、それを阻止するためディスクのプログラムへの介入を試みる。夏休みに入ってからはほとんど家にこもりきりで取り掛かり、やっとアクセスに成功するが、プログラムの実行が避けられないことを知る。そして半ば絶望的な気持ちで、唯一変更可能だった核爆弾の目標地とミロク・ヴィシュヌ・シヴァを操作。これによって、核の着弾点はZIPの真上となり、ヴィシュヌには既に決定されていた梨香子に加え友也が、ミロクには千堂が登録される。「自分の分かる人間ならZIPの悪用を防げる」との思いから入力したものの、巻き込んでしまったことには変わりないため誰にも相談できず、最後まで一人で爆発阻止のために尽力する。爆発の直前、大自在天の「伐」の続きである「王龍」の名を確認する。
黙示録では毘掲羅の問題を答えた。
川松 涼太（かわまつ りょうた） 現世：ザット
友也のクラスメイトで無線仲間。サッカー部のキャプテンを務める。
切りそろえたストレートの長髪で、時折ヘアバンドを付けている。
村山 光（むらやま ひかる） 現世：コカ
友也の高校のクラスメイトで無線仲間。ラグビー部に所属している。
Ⅴ巻以降、髪型がストレートから外ハネに変更されている。コカと同じで「カンタン」な性格。宇宙との交信を夢見ている。
阪内 政司（さかうち せいじ） 現世：カイエ
友也の高校のクラスメイト。美代子の兄であり、若干シスコン気味である。背が高く、そばかすのある強面。
梨香子に想いを寄せているため、何かにつけて友也と衝突する。
阪内 美代子（さかうち みよこ） 現世：イザヤ
友也と同じ高校に通い、テニス部に所属。政司の妹。ウェーブのかかった髪を左右で束ねている。
素直な性格で人気歌手の沙保子に似ているとの評判から、男子のアイドル的存在となっている。しかし実際は裏表のある性格であり、不良仲間とも関係を持ち、友也への告白を断られたことから梨香子を陥れようとする。
葉月 洋（はづき ひろ） 現世：ガラシャ
友也と同じ高校に通う。軟派な性格で手が早く、那々見と付き合っていながら浮気を常習的にしている。しかし「那々見ちゃんは特別」とのこと。友也とはクラスは違うが、気が合う仲。
黙示録では迦楼羅の問題を答えた。
那々見 小都（ななみ さと） 現世：シャグナ
友也のクラスの委員長。眼鏡に三つ編みをしており、真面目で大人しい性格だが、葉月との付き合いでは少々大胆な面も見られる。葉月と少しでも一緒にいたいという思いから、PROJECT ZIPANGUのデータ回線を開け、世間にゲームを広める。
千堂 知哉（せんどう ともや） 現世：バツ
男子校である条南高校に通う。1年次サッカー部へ入部するが、サッカーが合わなかったためすぐに辞める。友也曰く、超前向きな性格。
友也の学校のインターネットサイトへ「せんどーともや」という友也と似通った名前でゲームを馬鹿にしたメールを送ったため、友也たちの間でその名が知れ渡る。その後チャットで友也と知り合い、直接会う約束をする。お互いあったことはないと思っていたが、約束の日の前日、サッカー部の地区大会でグラウンドで会っていたことを知る。そして当日、会いたい気持ちを募らせて約束の時間より早く友也の学校へ向かうが、到着する直前に爆発に巻き込まれ、出会うことは叶わなかった。
趣味は写真。被写体は風景を好み、写真家では「西途川昌雄」「兵藤幹里」「岸野辺智」を薦める。

## その他
沙保子（さほこ）
アイドル歌手。
1990年代後半に「この世界が終わっても」という歌が流行。2000年にピークに売れ、そしてその年本当に世界が終わってしまうという皮肉な事態となる。
英（ひで）じいさん
ZOOのスラムに住み、砂漠での栽培を試みている。放射線障害で目はほとんど見えず、歯も悪いため肉が食べられない。ZOOの知り合いと交流がある。ゲオたちに何かと親切に接し、廃都についても何か知っている様子。
Juwel von Schwarzenberg（ユヴェール･フォン･シュバルツェンベルク）
1983年生まれ。バツの母親。フレッドの姉。父親はドイツの将校。
明史の手で戻されたバツと共に、元明から逃れるためドイツ中を転々とする。バツが5歳の時、バツを連れ戻しに来た元明の手の者によって暴行を受け、惨殺される。
光（あきら） 前世：伐･Francoise･永史
2019年生まれ。カイエとバツの子ども。
胎児の時点で母親であるカイエが死亡してしまうが、エディが母体の生体機能を維持させたことによって命を救われる。カイエが「ゲオの子どもだ」とエディに伝えたため、ゲオの元へ預けられる。本人曰く、名前は「影の中でも輝く光のように」という意味であるらしく、同様の千堂知哉の言葉にちなんでゲオが名付けたと思われる。
その外見や性格はバツそのものである。